# Gundestrupi lelet
A gundestrupi lelet egy gazdagon díszített ezüst üst. A régészek becslése szerint az i. e. 1. században, a késői La Tène korszakban készülhetett. 1891-ben találtak rá Dániában, Gundestrup tanya közelében (Himmerland, északkelet Jylland) egy tőzeglápban. Koppenhágában, a Dán Nemzeti Múzeumban látható rekonstruált állapotban, másolata pedig az Ír Nemzeti Múzeumban, Dublinban.
A ma ismert európai vaskor ezüstleletei közül ez a legnagyobb méretű (69 cm átmérőjű és 42 cm magasságú). Stílusjegyei, a megmunkálás módja trák, a jelenetek pedig a kelta eredetre vallanak. A régészek között máig eldöntetlen vita alakult ki a trák illetve kelta eredeztetést illetően. Timothy Taylor régész és művészettörténész szerint az üst trák munka, és a hindu ikonográfia hatása érződik az ábrázolásokon. 
Az üstöt részeire szedve találták meg. A félgömb alakú aljzatot, az 5 kisebb belső és 7 nagyobb (eredetileg valószínű 8) külső téglalap alakú díszes lemezt sietve rejtették el kb. Jézus születése idejében. A felfedezéskor vett tőzegminta vizsgálatából kiderült, hogy az üstöt száraz helyen hagyták, és a tőzeg fokozatosan borította be. Az üst alján keletkezett lyukat valamikor befoltozták egy zablát díszítő fémkoronggal. Ilyen korongot használtak keleten az indoszkíták, kusánok, s ami eljutott a Don folyón és a Duna-völgyén keresztül egészen az Atlanti-óceánig. A mikroszkóppal végzett vizsgálat kimutatta, hogy négy különböző ezüstműves dolgozott a lemezeken, az aljzat pedig egy ötödik kézműves munkája.

## Galéria

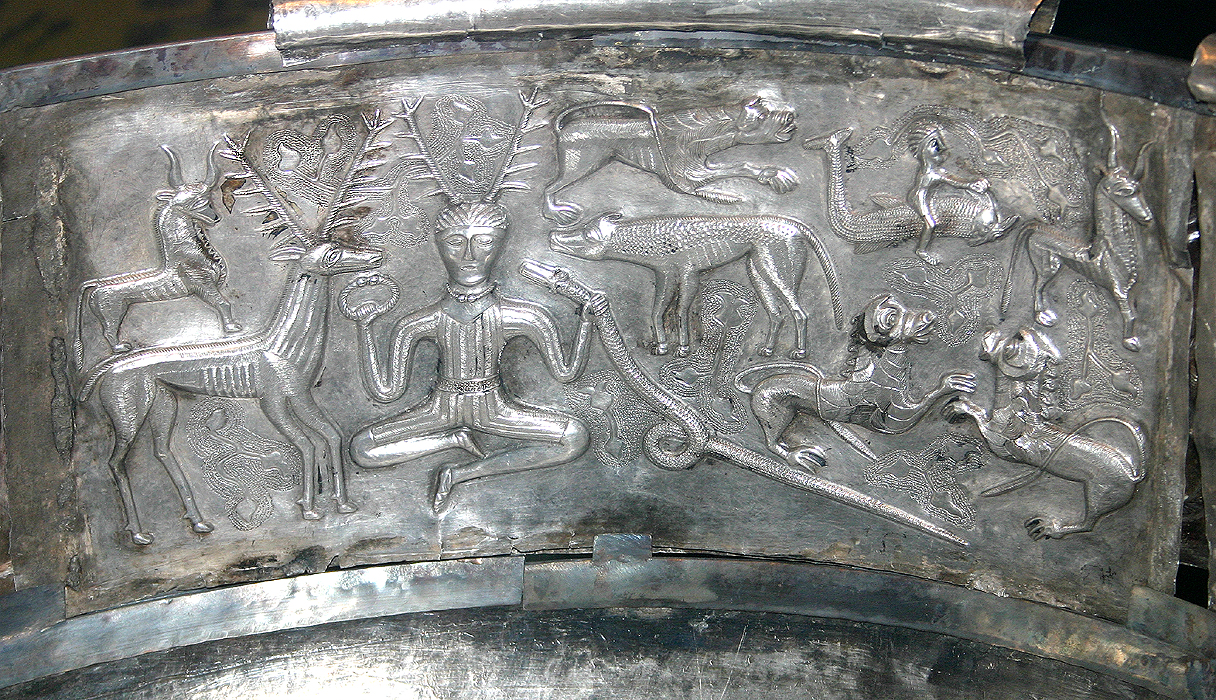
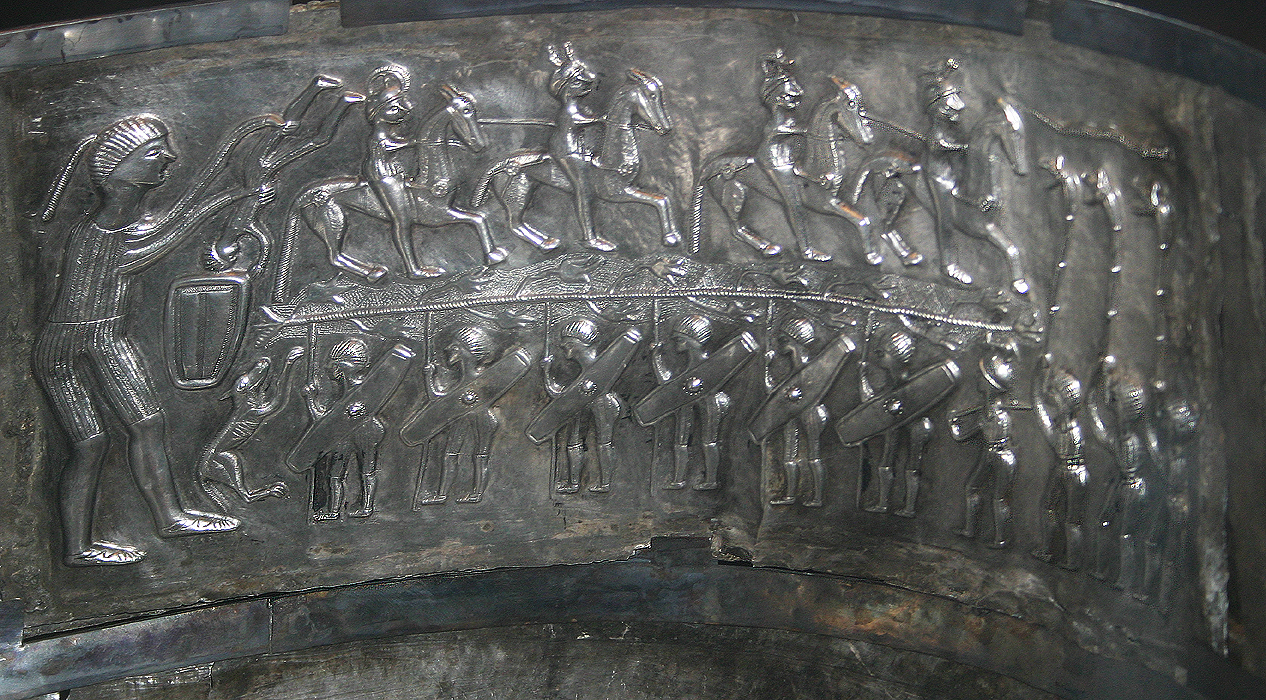
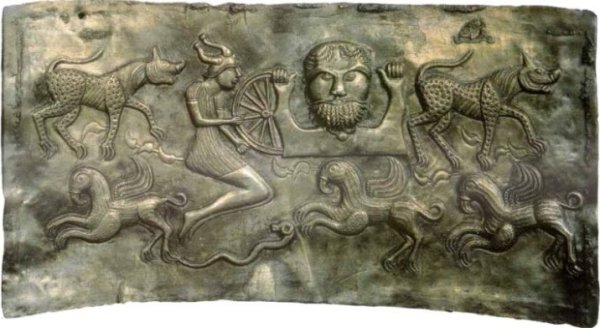

## Fordítás
- Ez a szócikk részben vagy egészben  a   Gundestrup cauldron című angol Wikipédia-szócikk fordításán alapul.  Az eredeti cikk szerkesztőit annak laptörténete sorolja fel. Ez a jelzés csupán a megfogalmazás eredetét és a szerzői jogokat jelzi, nem szolgál a cikkben szereplő információk forrásmegjelöléseként.